# Бой у Картахены (1798)
Сражение 15 июля 1798 (англ. Action of 15 July 1798) или Бой у Картахены — одно из морских сражение во время Французских революционных войн. Произошло 15 июля 1798 года в 97 милях к юго-востоку от Картахены, Испания. Линейный корабль Королевского флота HMS Lion под командованием капитана Мэнли Диксона одержал победу над эскадрой из четырёх испанских фрегатов под командованием коммодора Дона Феликса O’Нила.
Lion был одним из нескольких кораблей, отправленных в западное Средиземноморье вице-адмиралом графом Сент-Винсентом, командующим британским Средиземноморским флотом, базирующимся на Тахо в Португалии, в конце весны 1798 года. Испанские суда были рейдерами, которые отплыли из Картахены в Мурсии семью днями ранее, и были перехвачен при возвращении на базу после неудачного похода. Хотя вместе мощь испанских судов превосходила британское судно, по отдельности они были слабее и коммодор О’Нил не смог скоординировать действия своей эскадры. В результате один из фрегатов, Санта Доротея, отстал от остальных кораблей и был атакован Lion. Несмотря на эффективный огонь с дальней дистанции по британскому кораблю остальной части испанской эскадры, отрезанная Санта Доротея была вынуждена сдаться. О’Нил в конечном итоге вернулся к Картахену с оставшимися фрегатами.
Не встретив сопротивления, Диксон смог сохранить свой приз и отправить его во флот графа Сент-Винсента в Кадис, где он был впоследствии приобретён для Королевского флота. Lion остался в Средиземном море ещё год, принял участие в блокаде Мальты и Александрии. Испанцы, чьи морские порты были блокированы эскадрами Королевского флота, не предпринимали никаких активных действий в Средиземном море в течение года.

## Предыстория
В начале 1797 года Средиземное море полностью находилось под контролем французского флота и их союзников, в том числе Испании, которая перешла на сторону французов в конце 1796 по условиям Договора в Сан-Ильдефонсо.
Не имея доступа к глубоководным гаваням и испытывая нехватку запасов, Королевский флот, развёрнутый в Средиземном море под командованием вице-адмирала сэра Джона Джервиса, был вынужден уйти в ближайший союзный порт в устье реки Тежу в Португалии. Хотя англичанам и пришлось отступить, флот Джервиса был вполне боеспособен и 14 февраля 1797 года нанёс поражение испанцам в сражении при Сан-Винсенте, захватив четыре испанских линейных корабля. Возобновилась блокада испанских атлантических портов, в том числе и Кадиса, важного, хорошо укреплённого порта, и испанцы не предпринимали попыток прорыва до конца года.
В начале 1798 года Джервиса, недавно награждённого титулом графа Сент-Винсента, достигли слухи, что в средиземноморском порту Тулон скапливаются французские силы под командованием генерала Наполеона Бонапарта. Подобные слухи достигли и Адмиралтейства в Лондоне, так что Сент-Винсент послал контр-адмирала сэра Горацио Нельсона с тремя линейными кораблями наблюдать за деятельностью французов. Однако Нельсон прибыл слишком поздно, и французский флот уже отплыл, перевозя 30000 солдат в восточную часть Средиземного моря. Нельсон, соединившись с флотом из десяти кораблей, посланных Сент-Винсентом под командованием капитана Томаса Трубриджа, преследовал французов, но не смог узнать даже их пункта назначения до захвата Мальты французским флотом. Десять дней спустя, Бонапарт отплыл в Александрию для вторжения в Египет. Нельсон отправился туда же, но так как он двигался быстрее французов, его эскадра обогнала их и первой достигла Александрии. Не найдя там французов Нельсон решил возвращаться, и отправился в направлении, противоположном тому, с которого приближались французы.
В то время как Нельсон пересекал Средиземное море, Сент-Винсент воспользовался отсутствием сил противника в западной части Средиземноморья для развёртывания вновь прибывших военных кораблей. Одним из этих судов был 64-пушечный линейный корабль HMS Lion, под командованием капитана Мэнли Диксона, который был послан во флот Сент-Винсента в начале года в качестве замены одного из судов Трубриджа. Получив приказ патрулировать испанское побережье Средиземного моря, Lion крейсировал в 97 милях (156 км) к юго-востоку от Картахены, порта в испанской Мурсии, когда в 09:00 15 июля, на юго-востоке были замечены четыре паруса.

## Сражение
Четыре паруса, замеченные с английского судна, были эскадрой испанских фрегатов, которая вышла из Картахены 8 июля для короткой и неудачной рейдерской операции в Западном Средиземноморье. Каждый корабль нёс на борту 34 орудия с весом залпа примерно 180 фунтов (82 кг) против 678 фунтов (308 кг) у Lion.
Заметив приближающийся Lion, испанские корабли сформировали боевую линию в следующем порядке: коммодор Феликс О’Нил на флагманском судне Помона под командованием капитана Дона Фрэнсиса Вильямила, затем Прозерпина под командованием капитана Дона Биала, Санта Доротея под командованием капитана Дона Мануэля Герраро и Санта Касилда под командованием капитана Дона Эррары. В ответ на манёвры противника, Диксон приказал привести судно к ветру, чтобы сохранить наветренное положение, что обеспечило ему свободу манёвра. Воспользовавшись этим преимуществом, Диксон приблизился к эскадре фрегатов, готовившихся отразить нападение.
Один из фрегатов, Санта Доротея, ещё раньше лишился фор-стеньги, в результате чего был медленнее, чем остальные суда эскадры. Отстав от остальных, Герраро вскоре обнаружил, что его корабль оказался отрезанным от остальных кораблей так как Lion, по приказу Диксона, направился в зазор между испанскими кораблями. Заметив опасность, О’Нил приказал первым трем фрегатам развернуться и двигаться на защиту Санты Доротеи. Пройдя рядом с Lion на расстоянии мушкетного выстрела они открыли сильный огонь в 11:15. Lion ответил и испанские фрегаты были вынуждены отступить, а Диксон начал преследовать Санта Доротею.
Пытаясь помешать линейному кораблю, Герраро приказал открыть огонь по Lion из ретирадных пушек, которые нанесли значительный урон такелажу Диксона. Когда Lion начал сокращать дистанцию, корабли О’Нила вернулись, и вновь, на этот раз с большего расстояния, открыли огонь по англичанам, впрочем не нанеся заметного ущерба.
Наконец Диксону удалось близко подойти к испанскому фрегату и корабли начали обмениваться бортовыми залпами. Более мощное британское судно нанесло серьёзный ущерб Санта Доротее, и через несколько минут та лишилась бизань-мачты, а грот-мачта и руль получили повреждения. Когда Санта Доротея свернула с курса, О’Нил атаковал Lion в третий раз, с ещё большего расстояния, вновь не нанеся заметного ущерба, и вновь пострадав от ответного огня линейного корабля. Видя, что его последняя попытка спасти Доротею закончилась провалом, О’Нил отступил. Его корабли подняли все паруса и двинулись по направлению к Картахене в 13:10. Герраро, брошенный своими товарищами, не имел шансов на спасение, а потому поднял перевернутый английский флаг в знак капитуляции.

## Последствия
Санта Доротея сильно пострадала во время короткого сражения — из её экипажа в 371 человек по крайней мере 20 человек погибли и 32 получили ранения. С другой стороны, англичане потеряли всего двоих раненых в битве: матрос потерял ногу и мичман был ранен в плечо. Хотя такелаж Lion был сильно повреждён, его корпус практически не пострадал. Захватив свой приз, Диксон провёл следующий день проводя работы по ремонту Санта Доротеи перед её отправкой графу Сент-Винсенту в Кадис.
Захваченный корабль был куплен на Королевский флот и служил в течение нескольких лет, как HMS Santa Dorotea, 12-фунтовый 36-пушечный фрегат. Призовые деньги были выплачены экипажу Диксона в октябре 1800 года. Медали награждённым за этот бой флот выдал почти пять десятилетий спустя, в 1847 году.
Lion оставался в Западном Средиземноморье в течение следующих двух месяцев, пока не присоединился к эскадре из четырёх португальских линейных кораблей под командованием Томаса Ксавье да Гама, маркиз де Низа. В сентябре эскадре де Низа было приказано присоединиться к Нельсону в поисках французов и она отплыла на восток. Но проходя севернее Мальты они столкнулись с большим конвоем потрепанных судов под командованием капитана сэра Джеймса Сумареза. Это были семь британских линейных кораблей и шесть захваченных французских кораблей, все уцелевшие в битве при Абукире 1 августа. Англо-Португальская эскадра продолжила путь в Александрию, куда прибыла в октябре, где некоторое время участвовала в блокаде вместе с находящейся там эскадрой под командованием капитана сэра Самуэля Худа, прежде чем вернуться на Мальту в декабре в составе вновь сформированной эскадры. Испанцы не предпринимали никаких активных действий в Средиземном море до конца 1798 года.